# 米爾克里克 (印地安納州)
米爾克里克（英語：Mill Creek）是位於美國印地安納州拉波特縣的一個非建制地區。該地的面積和人口皆未知。